# Министерство обороны Сирии
Министерство обороны Сирии — правительственное министерство Сирийской Арабской Республики, отвечающее за оборону страны.

## Министры обороны с 1963 года
- Мужаммад ас-Суфи (9 марта 1963 — 2 мая 1963)
- Зиад аль-Харири (2 мая 1963 — 8 июля 1963)
- Мамдух Джабер (8 июля 1963—1965)
- Хамад Убайд (1965—1966)
- Мухаммед Умран (1 января 1966 — 23 февраля 1966)
- Хафез Асад (23 февраля 1966 — 22 марта 1972)
- Мустафа Тлас (22 марта 1972 — 12 мая 2004)
- Хасан Туркмани (12 мая 2004 — 3 июня 2009)
- Махмуд Али Хабиб (3 июня 2009 — 8 августа 2011)
- Дауд Раджиха (8 августа 2011 — 18 июля 2012)
- Фахед Джасем аль-Фредж (18 июля 2012 — 1 января 2018)
- Али Абдулла Айюб (1 января 2018 — 28 апреля 2022)
- Али Махмуд Аббас (28 апреля 2022 — 8 декабря 2022)
- Мурхаф Абу Касра[англ.] (с 21 декабря 2024)

## Заместители министра обороны Сирии
- Асеф Шаукат (апрель 2011 — 18 июля 2012)
- Махмуд Абдель-Вахаб Шова (январь 2016 — н. в.)